# Cirrhineris blainvillii
Cirrhineris blainvillii är en ringmaskart som beskrevs av Jean Louis Armand de Quatrefages de Bréau 1866. Cirrhineris blainvillii ingår i släktet Cirrhineris och familjen Cirratulidae. Inga underarter finns listade i Catalogue of Life.